# Haicheng (Beihai)
Haicheng  léase Jái-Cheng (en chino, 海城区; pinyin, Hǎichéng qū; literalmente, ‘ciudad marina’) es un distrito urbano bajo la administración directa de la Prefectura Beihai en la Región autónoma de Guangxi, República Popular China. Su área es de 182 km² y su población total para 2020 superóa los 500 mil habitantes.

## Administración
El distrito de Haicheng se divide en 8 pueblos que se administran en 7 subdistritos y 1 poblado.